# Maximilian Sax
Maximilian Sax (Baden bei Wien, 22 november 1992) is een Oostenrijks voetballer die doorgaans als rechterflankspeler speelt. In juli 2018 verruilde hij Admira Wacker voor Austria Wien.

## Clubcarrière
Sax begon zijn carrière bij de jeugd van SC Pfaffstätten en Baden tot hij in de zomer van 2005 de overstap maakte naar Admira Wacker waar hij verder de jeugdreeksen doorliep. Op 15 september 2012 maakte hij zijn debuut in de Bundesliga in de uitwedstrijd tegen Rapid Wien. Sax kwam elf minuten voor tijd Thorsten Schick vervangen. Op 15 december 2015 maakte Sax zijn eerste doelpunt in de met 3–1 verloren wedstrijd tegen FC Wacker Innsbruck. In december 2017 tekende Sax een contract voor vier seizoen bij Austria Wien, een overname die pas in voege trad vanaf juli 2018.

## Nationale ploeg
Sax doorliep enkele Oostenrijkse jeugdreeksen waaronder de U17, U18 en U19. Hij werd in september 2017 door bondscoach Marcel Koller bij de nationale ploeg opgeroepen voor de wedstrijden tegen Wales en Georgië. Hij haalde enkel de wedstrijdselectie tegen Georgië maar kwam niet tot spelen toe.

## Clubstatistieken
| Seizoen     | Club          | Competitie  | Competitie | Competitie | Beker | Beker | Internationaal | Internationaal | Totaal | Totaal |
| Seizoen     | Club          | Competitie  | Wed.       | Dlp.       | Wed.  | Dlp.  | Wed.           | Dlp.           | Wed.   | Dlp.   |
| ----------- | ------------- | ----------- | ---------- | ---------- | ----- | ----- | -------------- | -------------- | ------ | ------ |
| 2012/13     | Admira Wacker | Bundesliga  | 12         | 1          | —     | —     | —              | —              | 12     | 1      |
| 2013/14     | Admira Wacker | Bundesliga  | 20         | 2          | 3     | 1     | —              | —              | 23     | 3      |
| 2014/15     | Admira Wacker | Bundesliga  | 2          | 0          | —     | —     | —              | —              | 2      | 0      |
| 2015/16     | Admira Wacker | Bundesliga  | 19         | 1          | —     | —     | —              | —              | 19     | 1      |
| 2016/17     | Admira Wacker | Bundesliga  | 29         | 6          | 2     | 0     | 4              | 0              | 35     | 6      |
| 2017/18     | Admira Wacker | Bundesliga  | 24         | 1          | 2     | 0     | —              | —              | 26     | 1      |
| 2018/19     | Austria Wien  | Bundesliga  | 2          | 0          | 1     | 0     | —              | —              | 3      | 0      |
| Club totaal | Club totaal   | Club totaal | 189        | 4          | 15    | 1     | 6              | 0              | 210    | 5      |

Bijgewerkt op 22 november 2018
2 Gluhakovic ·
3 Jarjué ·
4 Jeggo ·
5 Demaku ·
6 Hahn ·
7 Sax ·
8 Zwierschitz ·
10 Grünwald ·
11 Pichler ·
13 Lucic ·
14 Monschein ·
15 Serbest ·
16 Prokop ·
17 Klein ·
18 Schoissengeyr ·
19 Yateke ·
20 Edomwonyi ·
22 Cavlan ·
23 Palmer-Brown ·
24 Borković ·
26 Turgeman ·
27 Ebner ·
28 Martschinko ·
30 Madl ·
32 Pentz ·
36 Fitz ·
39 Sarkaria ·
46 Handl ·
99 Kos ·
Coach: Ilzer